# رنه استیر
رنه استیر (انگلیسی: Rene Steer؛ زادهٔ ۳۱ ژانویهٔ ۱۹۹۰) بازیکن فوتبال اهل بریتانیا است.
از باشگاه‌هایی که در آن بازی کرده‌است می‌توان به باشگاه فوتبال آرسنال، باشگاه فوتبال اولدهام اتلتیک، باشگاه فوتبال گیلینگام، باشگاه فوتبال استاینز تاون، باشگاه فوتبال سنت نئوتز تاون، باشگاه فوتبال ووکینگ، باشگاه فوتبال سنت نئوتز تاون، باشگاه فوتبال بوستون یونایتد، و باشگاه فوتبال میدنهد یونایتد اشاره کرد.